# Brooklyn Heights (Ohio)
Brooklyn Heights és una població dels Estats Units a l'estat d'Ohio. Segons el cens del 2000 tenia 1.558 habitants.

## Demografia
Segons el cens del 2000, Brooklyn Heights tenia 1.558 habitants, 594 habitatges, i 437 famílies. La densitat de població era de 339,9 habitants/km².
Dels 594 habitatges en un 31,8% hi vivien nens de menys de 18 anys, en un 59,3% hi vivien parelles casades, en un 10,8% dones solteres, i en un 26,3% no eren unitats familiars. En el 23,2% dels habitatges hi vivien persones soles el 13,5% de les quals corresponia a persones de 65 anys o més que vivien soles. El nombre mitjà de persones vivint en cada habitatge era de 2,6 i el nombre mitjà de persones que vivien en cada família era de 3,08.
Per edats la població es repartia de la següent manera: un 24,8% tenia menys de 18 anys, un 5,5% entre 18 i 24, un 26,3% entre 25 i 44, un 25,2% de 45 a 60 i un 18,3% 65 anys o més.
L'edat mediana era de 42 anys. Per cada 100 dones de 18 o més anys hi havia 89,3 homes.
La renda mediana per habitatge era de 47.847 $ i la renda mediana per família de 62.424 $. Els homes tenien una renda mediana de 50.689 $ mentre que les dones 33.182 $. La renda per capita de la població era de 27.012 $. Aproximadament l'1,5% de les famílies i el 2,2% de la població estaven per davall del llindar de pobresa.

## Poblacions més properes
El següent diagrama mostra les poblacions més properes.